# Oia (Spagna)
Oia è un comune spagnolo di 2 995 abitanti situato nella comunità autonoma della Galizia.